# Pyrgohydrobia prespaensis
Pyrgohydrobia prespaensis is een slakkensoort uit de familie van de Hydrobiidae. De wetenschappelijke naam van de soort is voor het eerst geldig gepubliceerd in 1939 door Urbanski.